# Uenoa laga
Uenoa laga is een schietmot uit de familie Uenoidae.
De soort komt voor in het Oriëntaals gebied.